# Stichting tot Ontwikkeling van de Sport in Suriname
De Stichting tot Ontwikkeling van de Sport in Suriname (Sosis) is een Surinaamse organisatie die in juni 1963 werd opgericht. Ze viel tijdens de oprichting onder drie ministeries, te weten van Algemene Zaken, Sociale Zaken en Onderwijs. Anno jaren 2010 valt ze onder het Ministerie van Onderwijs en Volksontwikkeling (MINOV).
De stichting werd opgericht om de beoefening van en de belangstelling voor sport in Suriname te bevorderen. Ze richt zich op de opleiding van sportleiders en -leraren en maakt speelmateriaal en -terreinen beschikbaar. Daarnaast organiseert en bevordert ze sportevenementen waarbij het de bevolking betrekt. Sosis heeft allerlei sportaccommodaties in Suriname in eigendom, waaronder het Nationaal Indoor Stadion in Paramaribo. De organisatie werkt op landelijk niveau.
De SOSIS is eigenaar van het Willy Axwijk Sportcentrum. In de nacht van 19 op 20 juni 2025 ging de kantoorruimte ernaast in vlammen op.